# Eerste Constantijn Huygensstraat 120
Eerste Constantijn Huygensstraat 120 te Amsterdam is een gebouw aan de Eerste Constantijn Huygensstraat in Amsterdam-West. Het gebouw heeft ook een ingang aan de Vondelstraat 72.

## Gebouw
Het hoekgebouw werd in 1869 neergezet naar een ontwerp van de van oorsprong Duitse tekenaar-timmerman-architect Johan Heinrich Schmitz. Die was hier actief als assistent van de veel bekendere architect Pierre Cuypers, die hier in de buurt veel gebouwen op zijn naam heeft staan, waaronder ook het grootste gebouw, de Vondelkerk. Schmitz bouwde het pand voor zichzelf en woonde er langere tijd. Hij zette een gebouw neer in de neorenaissancestijl van de tweede helft van 19e eeuw, een dan gangbare stijl bij luxe gebouwen. 
Op 16 december 2008 werd het pand tot gemeentelijk monument verklaard.

## Geschiedenis

### Stibbe
In 1908 nam vooraanstaand predikant Johannes Cornelis Sikkel zijn intrek in een appartement aan de Eerste Constantijn Huygensstraat. Hij zou er tot aan zijn dood in 1920 wonen en werken. Aan de gevel van het pand werd in 1921 een gedenksteen voor hem geplaatst, gemaakt door Dirk Polet. 

### Ceintuurbaan
Bij de bouw kwam de lange gevel van het gebouw te staan aan de Eerste Constantijn Huygensstraat, dan een rustig straatje dat een verbinding verzorgde tussen de Overtoom en het Vondelpark. In de Vondelstraat was er toen meer verkeer (onder andere een paardentram). Met die relatieve rust was het op 16 oktober 1947 gedaan. Toen werd de Vondelbrug geopend. Er ontstond een drukke verkeersroute bestaande uit een gedeeltelijke ring rond Amsterdam-Centrum lopend van het Frederik Hendrikplantsoen tot aan de Amstel; de naam van het deel Ceintuurbaan herinnert daar nog aan. De Eerste Constantijn Huygensstraat werd in een klap een van de drukte verkeersaders in Amsterdam-West. 

### Kraken
Die aanhoudende verkeersdrukte maakte in 1980 plaats voor wat gezien werd als "oorlogsgebied". Krakersrellen rondom krakersbolwerk De Vondel waren dusdanig uit de hand gelopen dat burgemeester Wim Polak de marechaussee/het leger inschakelde om met hun gepantserde bulldozers de aangelegde barricades uit elkaar te slepen/duwen. Vlak daarna heerste het verkeerstumult weer in de straat en kwam het pand na verkoop aan de gemeente zelf weer in rustige vaarwater. Het gebouw werd gerenoveerd en begin 21e eeuw aan particulieren verkocht.

## Afbeeldingen

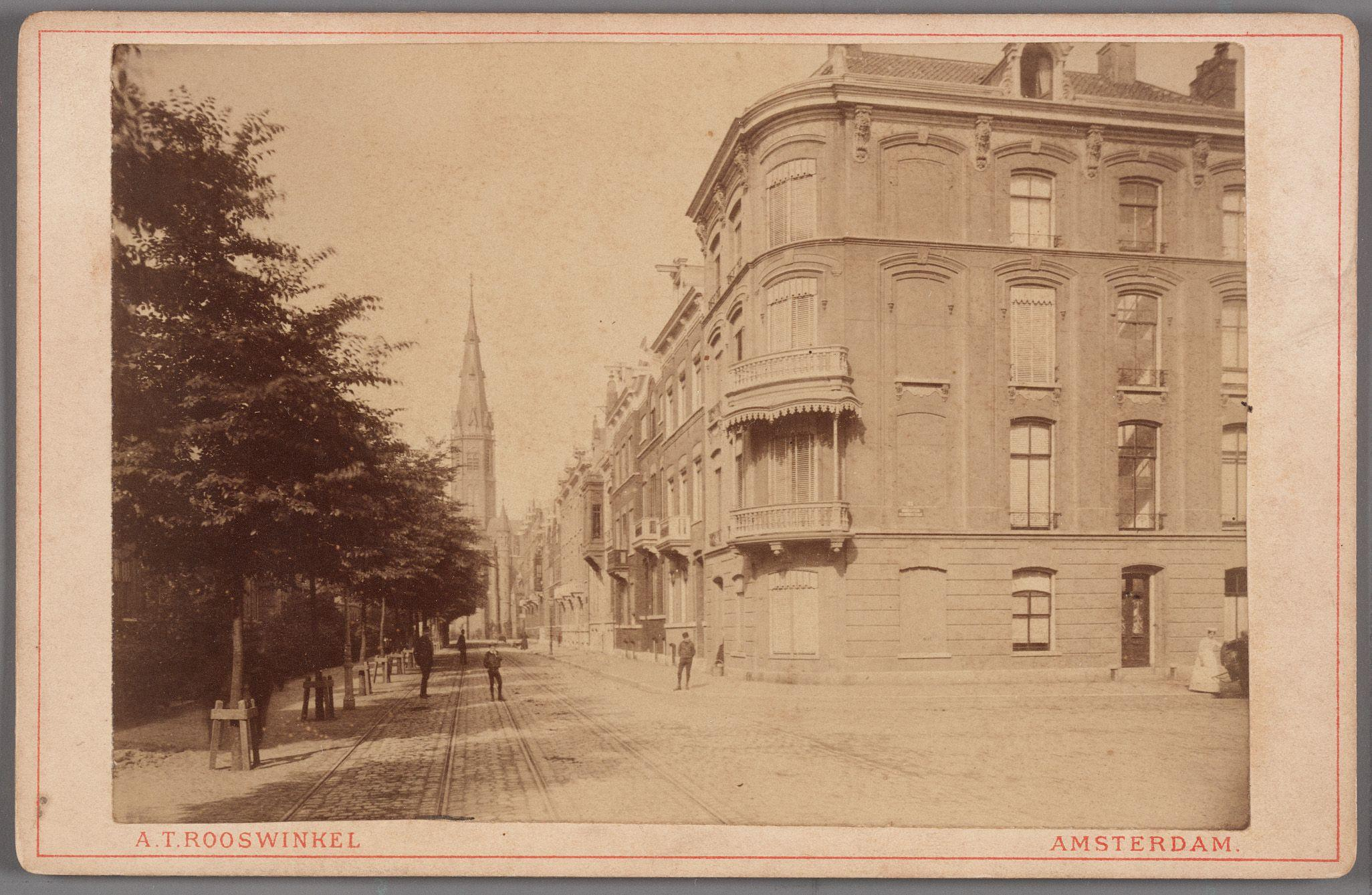
Gebouw in 1889 met links de Vondelstraat en -kerk
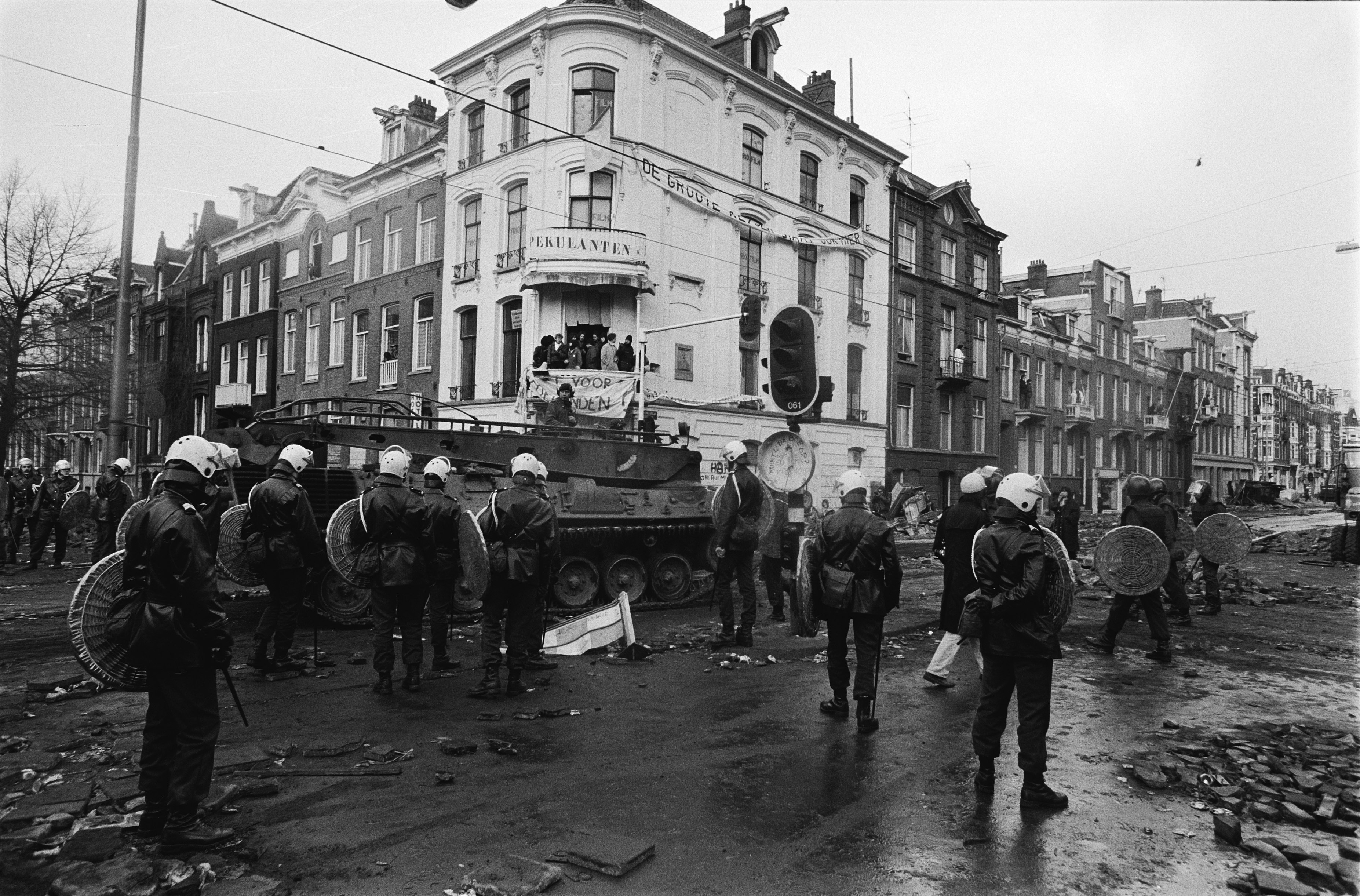
Gebouw in 1980
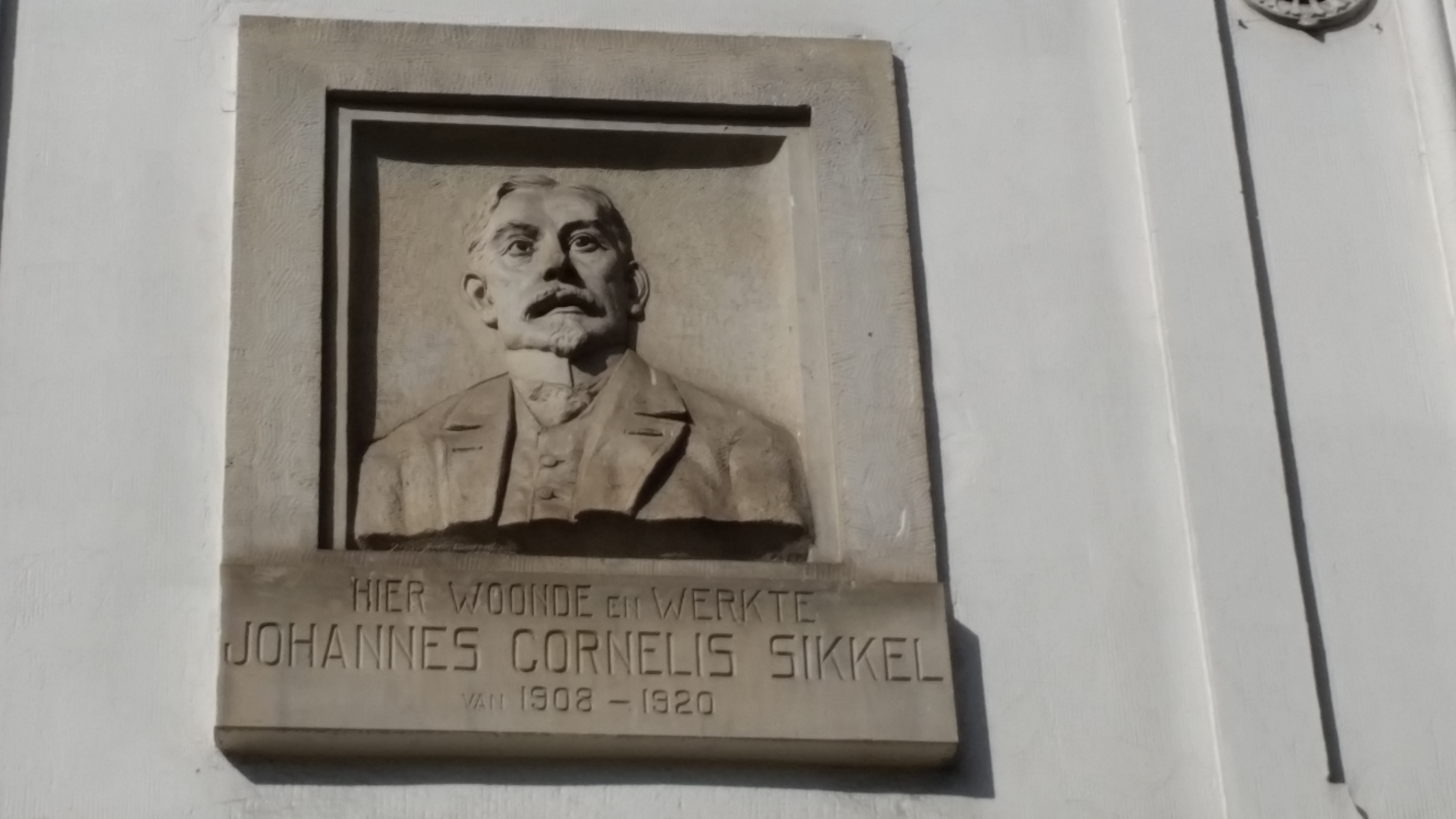
Gedenksteen (mei 2020)